# Powiat Straubing-Bogen
Powiat Straubing-Bogen (niem. Landkreis Straubing-Bogen) – powiat w Niemczech, w kraju związkowym Bawaria, w rejencji Dolna Bawaria, w regionie Donau-Wald.
Siedzibą powiatu Straubing-Bogen jest miasto na prawach powiatu Straubing, które jednak do powiatu nie należy.

## Podział administracyjny
W skład powiatu Straubing-Bogen wchodzą:
- dwie gminy miejskie (Stadt)
- trzy gminy targowe (Markt)
- 32 gminy wiejskie (Gemeinde)
- siedem wspólnot administracyjnych (Verwaltungsgemeinschaft)

Miasta:
| Lp. | Nazwa miasta | Ludność (31.12.2011) | Powierzchnia km² |
| --- | ------------ | -------------------- | ---------------- |
| 1   | Bogen        | 10.120               | 49,70            |
| 2   | Geiselhöring | 6.649                | 100,00           |

Gminy targowe:
| Lp. | Nazwa gminy targowej    | Ludność (31.12.2011) | Powierzchnia km² |
| --- | ----------------------- | -------------------- | ---------------- |
| 1   | Mallersdorf-Pfaffenberg | 6.409                | 72,60            |
| 2   | Mitterfels              | 2.433                | 14,20            |
| 3   | Schwarzach              | 2.734                | 33,20            |

Gminy wiejskie:
| Lp. | Nazwa gminy    | Ludność (31.12.2011) | Powierzchnia km² |
| --- | -------------- | -------------------- | ---------------- |
| 1   | Aholfing       | 1.768                | 21,30            |
| 2   | Aiterhofen     | 3.404                | 43,10            |
| 3   | Ascha          | 1.554                | 19,50            |
| 4   | Atting         | 1.663                | 14,90            |
| 5   | Falkenfels     | 1.007                | 11,50            |
| 6   | Feldkirchen    | 2.024                | 22,70            |
| 7   | Haibach        | 2.155                | 32,40            |
| 8   | Haselbach      | 1.662                | 18,50            |
| 9   | Hunderdorf     | 3.280                | 22,20            |
| 10  | Irlbach        | 1.132                | 15,80            |
| 11  | Kirchroth      | 3.758                | 43,10            |
| 12  | Konzell        | 1.793                | 26,80            |
| 13  | Laberweinting  | 3.397                | 76,30            |
| 14  | Leiblfing      | 4.051                | 78,40            |
| 15  | Loitzendorf    | 618                  | 12,00            |
| 16  | Mariaposching  | 1.427                | 19,60            |
| 17  | Neukirchen     | 1.834                | 24,50            |
| 18  | Niederwinkling | 2.589                | 25,60            |
| 19  | Oberschneiding | 2.747                | 60,80            |
| 20  | Parkstetten    | 3.051                | 19,50            |
| 21  | Perasdorf      | 670                  | 16,10            |
| 22  | Perkam         | 1.560                | 14,20            |
| 23  | Rain           | 2.699                | 14,30            |
| 24  | Rattenberg     | 1.857                | 30,20            |
| 25  | Rattiszell     | 1.442                | 22,20            |
| 26  | Salching       | 2.512                | 22,00            |
| 27  | Sankt Englmar  | 1.559                | 36,90            |
| 28  | Stallwang      | 1.363                | 20,60            |
| 29  | Steinach       | 2.985                | 23,10            |
| 30  | Straßkirchen   | 3.266                | 38,40            |
| 31  | Wiesenfelden   | 3.616                | 78,20            |
| 32  | Windberg       | 1.050                | 7,97             |

Wspólnoty administracyjne:
| Lp. | Nazwa wspólnoty administracyjnej | Ludność (31.12.2011) | Powierzchnia km² | Liczba gmin |
| --- | -------------------------------- | -------------------- | ---------------- | ----------- |
| 1   | Aiterhofen                       | 5.916                | 68,40            | 2           |
| 2   | Hunderdorf                       | 6.164                | 54,63            | 3           |
| 3   | Mitterfels                       | 6.656                | 63,72            | 4           |
| 4   | Rain                             | 7.690                | 64,76            | 4           |
| 5   | Schwarzach                       | 7.420                | 94,55            | 4           |
| 6   | Stallwang                        | 3.423                | 54,78            | 3           |
| 7   | Straßkirchen                     | 4.398                | 54,13            | 2           |

## Demografia
Dane o ludności z 31 grudnia 2008:
| Opis                                | Ogółem | Ogółem | Kobiety | Kobiety | Mężczyźni | Mężczyźni |
| ----------------------------------- | ------ | ------ | ------- | ------- | --------- | --------- |
| Jednostka                           | osób   | %      | osób    | %       | osób      | %         |
| Populacja                           | 97 702 | 100    | 49 113  | 50,27   | 48 589    | 49,73     |
| Wiek przedprodukcyjny (0–17 lat)    | 19 019 | 19,47  | 9218    | 9,43    | 9801      | 10,03     |
| Wiek produkcyjny (18–65 lat)        | 61 421 | 62,87  | 30 055  | 30,76   | 31 366    | 32,1      |
| Wiek poprodukcyjny (powyżej 65 lat) | 17 262 | 17,67  | 9840    | 10,07   | 7422      | 7,6       |

## Polityka

### Landrat
- 1 lipca 1972-30 kwietnia 1978:Franz Xaver Hafner
- 1 maja 1978 - 30 kwietnia 2002: Ingo Weiß
- od 1 maja 2002: Alfred Reisinger

### Kreistag
|                          |                                     | 2002   | 2002    | 2002   | 2008   | 2008   | 2008   |
| miejsca                  | %                                   | głosy  | miejsca | %      | głosy  |        |        |
| ------------------------ | ----------------------------------- | ------ | ------- | ------ | ------ | ------ | ------ |
|                          | CSU                                 | 34     | 55,1%   | 28 726 | 32     | 50,9%  | 25 682 |
|                          | Freie Wähler                        | 9      | 14,6%   | 7 641  | 11     | 18,0%  | 9 058  |
|                          | SPD                                 | 8      | 14,3%   | 7 443  | 7      | 11,7%  | 5 877  |
|                          | ödp/Parteifreie UmweltschützerInnen | 5      | 8,4%    | 4 362  | 5      | 8,8%   | 4 457  |
|                          | FDP/Freie Wählergruppe              | 2      | 4,4%    | 2 312  | 3      | 5,3%   | 2 665  |
|                          | REP                                 | 1      | 1,7%    | 872    | 1      | 2,7%   | 1 379  |
|                          | Zieloni                             | 1      | 1,6%    | 815    | 1      | 2,6%   | 1 328  |
|                          |                                     | 60     | 100%    | 52 171 | 60     | 100%   | 52 114 |
| uprawnieni do głosowania | uprawnieni do głosowania            | 72 303 | 72 303  | 72 303 | 75 663 | 75 663 | 75 663 |
| głosy ważne              | głosy ważne                         | 52 171 | 52 171  | 52 171 | 52 114 | 52 114 | 52 114 |
| głosy nieważne           | głosy nieważne                      | 1 623  | 1 623   | 1 623  | 1 668  | 1 668  | 1 668  |
| frekwencja               | frekwencja                          | 74,4%  | 74,4%   | 74,4%  | 68,9%  | 68,9%  | 68,9%  |